# Cala Lo Ribellet
La cala Lo Ribellet és una petita platja natural del municipi de l'Ametlla de Mar (Baix Ebre), que juntament amb les cales Trèbol i Febral, formen 'Les Tres Cales', que donen nom a la urbanització que les rodeja. D'aspecte verge, està situada en una zona de costa abrupta, escarpada i barrancosa, entre la platja de Calafató, al nord-est i el Port de Sant Jordi d'Alfama, al sud-oest. Té una longitud de 46 metres i una amplada de 55 metres, formada per sorra fina. No disposa de cap servei. Hi ha un aparcament proper.